# Jaakko Paatela
Jaakko Sakari Paatela, född 3 oktober 1922 i Helsingfors, död 1 mars 1989 i Esbo, var en finländsk arkitekt. Han var son till arkitekten Jussi Paatela.
Paatela utexaminerades 1947 och tjänstgjorde 1948–1949 som Otto-Iivari Meurmans assistent i stadsplanslära. År 1952 övertog han tillsammans med brodern Veli faderns arkitektbyrå. Tillsammans ritade de ett flertal framträdande sjukhusanläggningar i Helsingfors, bland annat Helsingfors universitetscentralsjukhus (HUCS) administrationsbyggnader (1962, 1967), tillbyggnader samt reparationer av Kirurgiska sjukhuset (1986), Kvinnokliniken (1986) och Tölö sjukhus (1960, 1967) samt Kotka centralsjukhus (1967), och ett flertal sjukhusreparationer och tillbyggnader även i Åbo.
Han innehade från 1952 en gemensam byrå också med hustrun Eva Paatela. Till hans främsta egna verk räknas Kuopio centralsjukhus, Hyvinge och Lahtis kretssjukhus, tillbyggnaden av Stengårds sjukhus i Helsingfors, Torneå, Hyvinge och Lahtis hälsocentraler samt Statens seruminstitut, Tilkka (1958). Tillsammans med hustrun planerade han även Penningautomatföreningens hus i Alberga (1978).